# Mujahidins bósnios
Mujahidins bósnios (bósnios: Bosanski mudžahedini) foram voluntários estrangeiros muçulmanos que combateram ao lado dos bosníacos durante a Guerra da Bósnia entre 1992 e 1995. Foram à Bósnia com o objectivo de lutar pelo Islã e em nome dos muçulmanos. 
Alguns deles eram originalmente agentes humanitários  (como Abu Hamza, um dos líderes), enquanto outros foram considerados criminosos em seus países de origem por viajar ilegalmente para a Bósnia e tornarem-se soldados. O número de voluntários durante toda a guerra ainda é contestado, de cerca de 300  para 6000. Números precisos ainda são uma questão de disputa, principalmente, devido à propaganda ou sensibilidades políticas. De acordo com uma pesquisa da Radio Free Europe, não existem estatísticas precisas que lidam com o número de voluntários estrangeiros.
Exemplos de mujahidins da Bósnia que ganharam "estatuto lendário" são Abdelkader Mokhtari, Fateh Kamel, e Karim Said Atmani,, todos de origem norte-africana.